# Солнцезащитный крем
Солнцезащитный крем, крем от загара — специализированный лосьон, спрей, гель, крем, пена или другой продукт для местного применения, который поглощает или отражает часть солнечного ультрафиолетового излучения (УФ) и, таким образом, способствует предотвращению солнечного ожога. Грамотное использование солнцезащитного крема также может замедлить или временно предотвратить развитие морщин и появление тёмных пятен на коже, может служить профилактикой рака кожи, меланомы. Люди с тёмной кожей обладают улучшенной защитой от воздействия ультрафиолетовых лучей и гораздо реже подвержены раку кожи, поэтому солнцезащитный крем нужен в основном людям со светлой кожей.
В зависимости от способа действия солнцезащитные средства могут быть классифицированы на физические солнцезащитные средства (например — оксид цинка и диоксид титана, которые остаются на поверхности кожи и в основном отражают ультрафиолетовое излучение) или химические солнцезащитные средства (например — органические УФ-фильтры, которые поглощают ультрафиолетовый свет).
Солнцезащитные кремы обычно оцениваются и маркируются фактором защиты от солнца SPF (англ. Sun Protection Factor), который показывает долю от общего количества ультрафиолетового излучения, попавшего на кожу. Например, «SPF 15» означает, что лишь 1/15 от всей интенсивности излучения достигает кожи через рекомендуемую толщину солнцезащитного крема.

## Преимущества

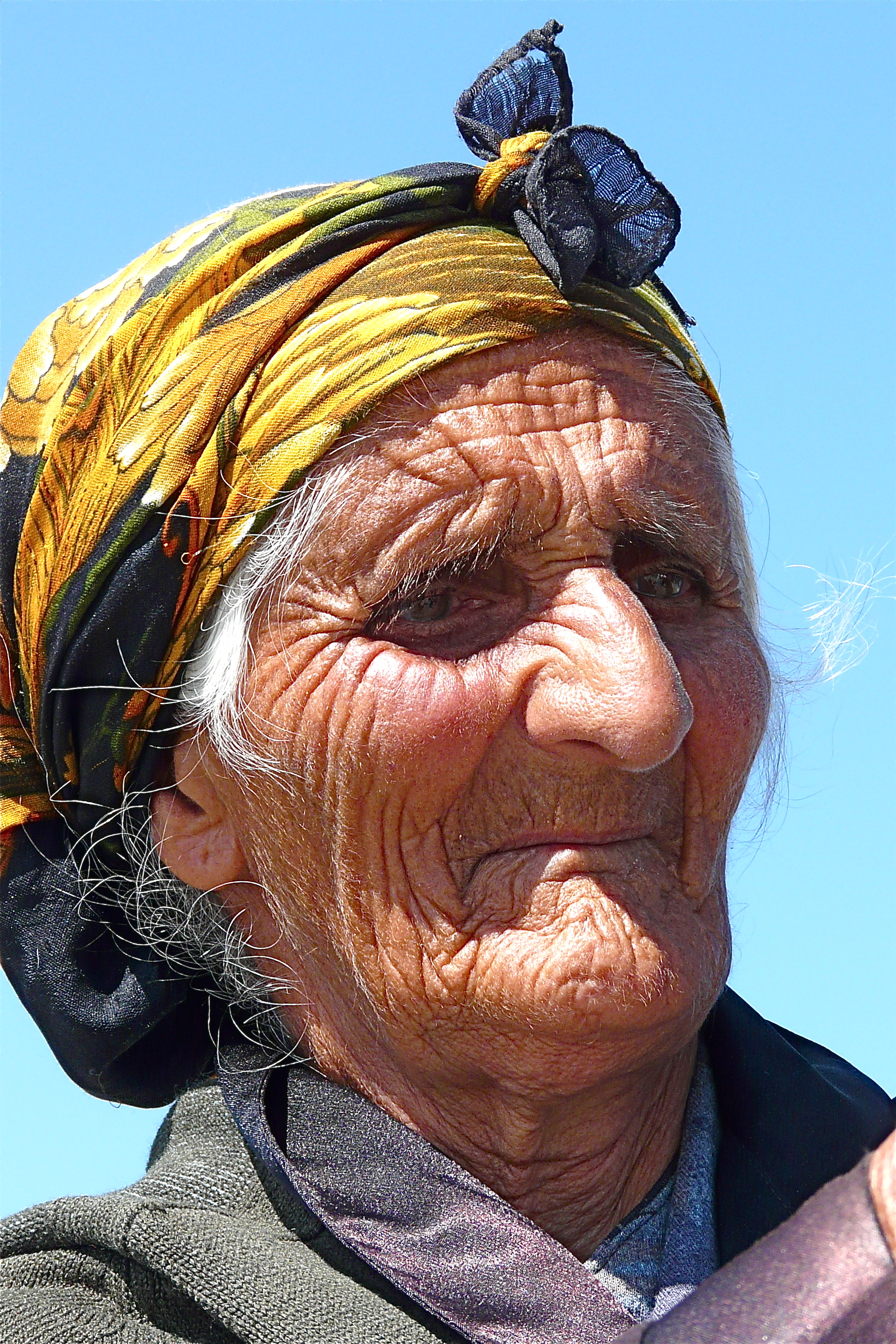
фотостарение кожи от солнца и возраста, можно предотвратить с помощью солнцезащитного крема

Минимизация вредного воздействия ультрафиолета особенно важна для детей и людей со светлой кожей, а также для тех, кто по медицинским показаниям чувствителен к солнцу. Применение солнцезащитного крема значительно снижает риск развития меланомы и других видов рака кожи.

## Потенциальные риски
В 2009 году Управление по терапевтическим товарам Австралии обновило обзор исследований безопасности солнцезащитных средств и пришло к выводу: «Потенциал наночастиц диоксида титана (TiO2) и оксида цинка (ZnO) в солнцезащитных кремах вызывать неблагоприятные воздействия зависит, прежде всего, от способности наночастиц достигать жизнеспособных клеток кожи. На сегодняшний день масса данных свидетельствует, что наночастицы TiO2 и ZnO не достигают жизнеспособных клеток кожи». Солнцезащитные ингредиенты, как правило, проходят тщательную проверку со стороны государственных регулирующих органов во многих странах, а ингредиенты, представляющие серьёзную угрозу безопасности (такие как PABA), как правило, изымаются с потребительского рынка.
Существует риск аллергической реакции на солнцезащитный крем для некоторых людей, поскольку «Типичный аллергический контактный дерматит может возникнуть у людей, страдающих аллергией на любой из ингредиентов, которые содержатся в солнцезащитных продуктах или косметических препаратах, которые содержат солнцезащитный компонент. Сыпь может возникнуть где угодно на теле, где вещество было применено и иногда может распространиться на неожиданные места».

## Солнцезащитный фактор SPF и его маркировка
Солнцезащитный фактор (рейтинг SPF, введённый в 1974 году) является показателем доли ультрафиолетовых лучей (производящих солнечные ожоги), которые попадают на кожу. Например, «SPF 15» означает, что только 1/15 из всего излучения достигнет кожи при условии, что солнцезащитный крем наносится равномерно в количестве 2 мг на квадратный сантиметр. Пользователь может определить эффективность солнцезащитного крема, умножив SPF на время, необходимое ему или ей, чтобы получить ожог без солнцезащитного крема. Таким образом, если у человека появляется солнечный ожог в течение 10 минут без использования солнцезащитного крема, то тому же человеку при той же интенсивности солнечного света потребуется 150 минут, чтобы развить солнечный ожог той же степени тяжести, если наносить солнцезащитный крем с SPF 15. Солнцезащитные кремы с более высоким SPF действуют или остаются эффективными на коже не дольше, чем кремы с низким SPF, поэтому их необходимо постоянно наносить в соответствии с указаниями — обычно каждые два часа.
Таким образом, крем с маркировкой SPF 10 блокирует менее 90 %, SPF 15 — 93 %, SPF 30 — 97 %, SPF 50 (+) — 98 %, а SPF 100 до 99 % ультрафиолетовых лучей.
SPF является несовершенным параметром для измерения повреждения кожи, потому что невидимое повреждение и старение кожи также вызваны ультрафиолетовым излучением типа UVA (длина волны ~315-400 нм), которое в основном не вызывает покраснение или боль. Обычный солнцезащитный крем блокирует очень мало UVA-излучения относительно номинального SPF; солнцезащитные кремы широкого спектра действия предназначены для защиты от ультрафиолета UVA и UVB типов. Согласно исследованию 2004 года, UVA также вызывает повреждение ДНК глубоко в коже, увеличивая риск возникновения злокачественных меланом. Даже некоторые продукты с надписью «защита от UVA/UVB излучения широкого спектра» не всегда обеспечивали хорошую защиту от ультрафиолетовых лучей. Диоксид титана, вероятно, обеспечивает хорошую защиту, но не полностью покрывает спектр UVA. Исследования начала 2000-х годов показывают, что оксид цинка превосходит диоксид титана на длинах волн 340—380 нм.